# 이유한
이유한(1992년 2월 27일 ~ )은 대한민국의 배우이다.소속사는 탄탄엔터테인먼트이며, 2020년 영화배우로 처음 데뷔하였다.

## 학력
- 한국예술종합학교 졸업
- 계원예술고등학교 졸업

## 출연작

### 영화
- 《전설의 파이터》 (2020년)
- 《깡치 2》 (2020년)

### 드라마
- 《가우스전자》 (2022년)
- 《오랫동안 당신을 기다렸습니다》 (2023년)

## 수상
- 2019년 한중국제영화제 스타오디션 심사위원상